# Paida gordoni
Paida gordoni là một loài bướm đêm trong họ Noctuidae.